# Stiskněte F pro vyjádření úcty
Stiskněte F pro vyjádření úcty (anglicky Press F to pay respects), také známé jako Stiskněte X pro vyjádření úcty (anglicky Press X to pay respects) nebo Podržte čtvereček pro vyjádření úcty, je internetový mem, jež pochází ze hry Call of Duty: Advanced Warfare, z roku 2014, která vyšla ve franšíze Call of Duty společnosti Activision. Nejčastěji je používáno samotné písmeno „F“ v kontextu s nešťastnou událostí.

## Vznik
Tento mem vznikl jako soubor instrukcí předávaných během rychlé akce ve hře Call of Duty: Advanced Warfare na pohřbu. Tato fráze, široce zesměšňovaná kritiky a hráči kvůli svému nucenému prvku interaktivity, která nebyla vnímána jako vkusně provedená, se později stala sama o sobě pozoruhodným internetovým memem. Internetoví komentátoři ji někdy používají k vyjádření solidarity a sympatií, ať už sarkastických nebo upřímných, v reakci na nešťastné události.

## Rozšíření
Fráze se od té doby odtrhla od kontextu, někdy se používá upřímným a neironickým způsobem. V letech po vydání Advanced Warfare začali uživatelé psát jednotné „F“ do chatu na platformách, jako je Twitch nebo YouTube, aby vyjádřili soustrast nebo pocit smutku, když reagovali na jakékoli nešťastné zprávy na internetu.